# 古物 (杂志)
《古物》（英語：Antiquity）是一份与考古学主题相关的其文章经同行评议的学术杂志。它一年出版六期，主题覆盖了世界各地的各时期。《古物》现任编辑是英国杜伦大学 （Durham University）的考古学教授罗伯特·魏琦（Robert Witcher）。

## 沿革
《古物》作为世界著名的考古学专业期刊，自1927 年创刊至今已有九十余年的悠久历史，刊物容量也不断增加，由最初的100余页逐渐扩展到近300页，2015年以来更由季刊改为双月刊。对中国考古材料的关注从未中断，大致如下：
第一阶段自1927-1948年。
早在创刊第二年1928年就刊发两篇针对中国考古学的评论性文章，内容涉及到安特生1925-1927 年出版的中原及甘青一带史前考古学报告。书评，关注周口店一带的旧石器考古研究。
这一时期的文章作者基本为西方学者，诸如柴尔德(Child)、毕世博（Bishop）等均撰写过相关论文。前后共14篇文章，研究对象多数为当时中国境内的新发现以及相应的研究热点，如北京人、山顶洞人、华北史前文化、北方管銎斧、长安夯土建筑，也涉及到中国文明起源、中西及中印古文明对比这样的课题。
第二阶段自1949-1977年。
华人学者这时开始出现，如张光直、郑德坤（Cheng Te-k'un）等均有发文，内容涉及古代马车、农业起源、文明起源等。1963年第一位在《古物》杂志发文的中国学者夏鼐先生发表“Archaeology in New China”（该文同名中文版《新中国的考古学》）
第三阶段自1978-2016年。
西方考古学者撰写的中国题材文章，联合署名渐多，独撰的比例减少。其中1978-1991年10篇（3篇书评），1992-2000年25篇，2001-2010年刊发20l篇，至2011-2016年间更是高达30篇，年均刊发5篇。
所发表文章集中在旧石器文化、稻作与农业起源、早期冶铸技术、中国考古学学派思想、重要考古遗址研究等方面。

## 拥有者
现在《古物》的拥有者是“古物受托基金机构”，一家由英国考古学家奥斯伯特·盖伊·斯坦霍普·克劳福德成立于1927年的注册慈善团体。它现在的受托管理人包括沃里克·布雷、巴里·坎利夫和科林·伦弗鲁。